# Neil Broad
Neil Broad, född den 20 november 1966 i Kapstaden i Sydafrika, är en brittisk tennisspelare.
Han tog OS-silver i herrarnas dubbelturnering i samband med de olympiska tennisturneringarna 1996 i Atlanta.